# 希波的奥古斯丁

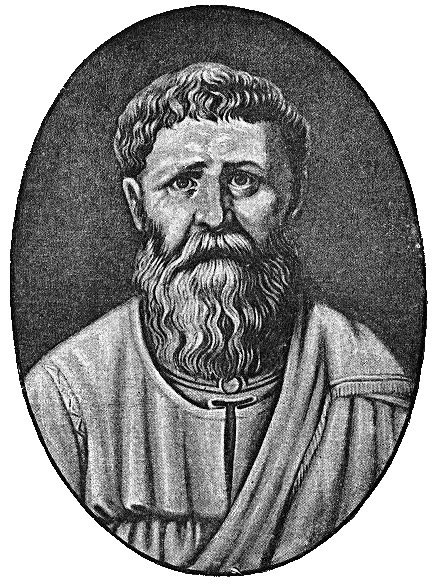
奥勒留·奥古斯提奴斯

奥勒留·奥古斯提奴斯（拉丁語：Aurelius Augustinus，354年11月13日—430年8月28日），人稱希波的奥古斯丁（拉丁語：Augustinus Hipponensis）或聖奥古斯丁（英語： 或 ），又譯奧斯定、圣奥思定，是早期天主教的神学家、哲学家。生於罗马帝国末期北非阿非利加行省的塔加斯特城，出身柏柏尔人家族，在罗马受教育，在米兰接受聖洗聖事。曾任天主教在希波（Hippo Regius，位於今日阿尔及利亚城市安纳巴）的主教。
奥古斯丁的著作《忏悔录》被称为西方历史上“第一部”自传，至今传诵不已。奧斯定會是跟隨其所制的生活方式的修会。
奥古斯丁死后被天主教会封为圣人和教会圣师，也被东正教会等奉为圣人，并称为恩宠博士（拉丁語：Doctor Gratiae，这一称谓源于他在与伯拉纠的论战中，对神的恩典的强调。），但其部分神学理论不被东方基督教认同，而被视为是若干异端理论的重要源头。他的死也被西方史学界视为欧洲在精神层面上的中世纪的开始。

## 生平
公元354年，奧古斯丁生于北非的塔加斯特城（現在位于阿爾及利亞境内的苏格艾赫拉斯）之柏柏尔人家庭。他是家中的長子，父親名叫伯特撒烏斯·赫糾拉斯（Patricius Herculus）是羅馬的稅吏，原不是天主教基督徒，個性懶惰、消極，而且贪恋世俗，到臨終前才皈依天主教。母親圣莫尼加是天主教基督徒，比丈夫小25歲。
奥古斯丁并非一出生就接受洗礼成为天主教基督徒。13歲進入馬達烏拉（Madaura）學習雄辯術。17歲前赴迦太基学习修辞学。同年父親過世。17歲時，将一位社会阶层低于他的女性纳为妾（concubine）。18歲生有一子阿德奧達徒（Adeodatus）。少年時的奧古斯丁才華洋溢，放蕩不羈。
19歲那年，奧古斯丁受西塞羅的《Hortensius》影響，引發他追求智慧和真理的心，旋即接受摩尼教善惡二元論的信仰。他早年信仰摩尼教。奧古斯丁20歲完成罗马帝国规定的三级制教育學業，22歲在迦太基教授雄辯，26歲寫了第一本論文「美與均衡」，29歲與摩尼教祭司作神學思辨，發現這祭司只有口才，沒有學問，無法解答他的問題。後來受新柏拉圖主義鼻祖普羅提諾之影響而放棄摩尼教。
30歲那年，跟米蘭主教安波羅修學習天主教信仰與神學，並與同居十多年的情人分手，跟小他18歲的少女訂婚。在研究了各种宗教与哲学后有心信奉天主教。到了32歲，生命有了悔悟。33歲受洗礼。在《懺悔錄》中，他描述他如何在內心掙扎到極點時，突然受到天主的引導，克服了心中的猶豫而下定决心加入基督教，當時是公元382年。在奧古斯丁的生命中有兩位重要的人物，深深地影響他的生命。一位是為他流淚禱告達31年之久的母親莫妮卡，另一位是米蘭的主教安波羅修。他們將奧古斯丁引到基督的施恩座前，使他經歷到徹底的悔改。某一天，奧古斯丁在米蘭寓所的花園中散步，聖神催逼他回頭。他的心靈呼喊著：「要等到何時呢？何不就在此刻，結束我污穢的過去？」這時他恰巧聽到鄰家兒童的讀書聲：「拿起來讀，拿起來讀。」於是他拿起身邊的新約，讀到《羅馬書》中的話：「不可狂宴豪飲，不可淫亂放蕩，不可爭鬥嫉妒；
但該穿上主耶穌基督」自此以後他便歸向天主，並於次年受洗。
34歲回到非洲過修道生活。42歲任北非希坡（Hippo）主教。75歲在汪达尔人围攻希波城时離世。因对基督教有重要建树，故被天主教会封为聖人，称圣奥古斯丁（Sanctus Aurelius Augustinus）。《聖經·舊约全書》的线性历史观对其影响颇大。他的神學成為後來基督教教義的基礎，影響整個東西方教會，尤其對西方教會最深。
奧古斯丁任希波主教期間參與四場主要爭辯，分別是對摩尼教的善惡二元論，隨即展開護教；對多納徒派的聖禮觀，發展出因功生效的觀念；對伯拉糾的罪與救贖觀，發展出自由意志、原罪、救恩、預定、選民、神的主權及不可抗拒的恩典等論說；對異教的指控，寫下《上帝之城》的鉅著。奧古斯丁生平著作多達113冊。其中以《忏悔录》、《上帝之城》、《論三位一體》、《駁多納徒派》及《駁伯拉糾派》對基督教神學有極大的貢獻。

## 母親聖莫妮加
從奧古斯丁的《懺悔錄》中，可以看到其母親對他的影響，從書中可以看出他與母親的關係。書中奧古斯丁說他自己的個性中，有很多他母親的影子，而且說話的方式也像她。她出生在一個基督教的家庭，受傳統非洲基督教的教導和訓練，過著純樸的生活，𧫴守安息日。她深深相信，良好的教育能使她兒子成為一個更好的基督徒。
在奧古斯丁的回憶中，他早期的生活與他母親息息相關，他說：「她喜歡我與她在一起，就像其他母親，但她比其他母親更加的渴望。」奧古斯丁說不論他哪一個小孩離開時，她都好像要承受一次分娩之痛。28歲那一年，要坐船到羅馬時，他不敢面對他身後的母親。他寫道：「說到她對我的愛，我無話可說。我也能感受到，她再次承受分娩之痛，而且比她肉體生我時更痛苦。」

## 哲学与思想

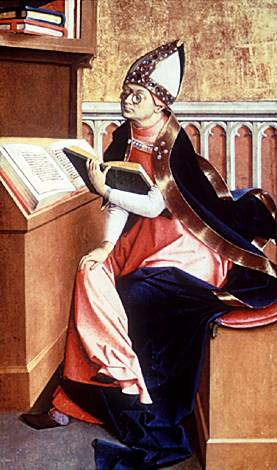
奥古斯丁

圣奥古斯丁的主要贡献是关于基督教的哲学论证。他借用了新柏拉图主義的思想，以便服务于神学教义。為人認識天主 （又稱神、上帝）的权威的绝对奠定了基础。

### 三一論
天主创造了一切。在天主创造一切以前，一切都不存在。包括时间，而对天主来说，他是独立于时间以外的绝对存在。无论是过去、现在、将来，对天主来说都是现在。
奥古斯丁把灵魂分为记忆、理智和意志三种官能。同时认为这三者是统一的。也就是灵魂是统一的。
奥古斯丁在第三本書《三位一體論》中強調一神真理，認為天主是三位一體，父、子、聖神雖有別，但共有一體，本質上是一。奧氏以天主的本性作為討論天主聖三（又稱三一神）的基礎。奧古斯丁的三一論是以《聖經》為本，發展出天主是絕對存有，單一不可分的觀念。奧氏喜歡用本體（essence）多過本質（substance），因為本質暗示一個有屬性的東西，而對奧氏而言，天主與其屬性相同。天主不變的屬性或本體是三而一。因此他非常堅持三一聯合的關係。如此強調天主本性合一會有幾個後果，聖父、聖子、聖神並非分開的個體。祂們的本質相同，位格相依而不離散。天主的所有本性應用單數表示，因本性是獨一的。天主聖三有單一的意志因本性相同，行動一致而不可分，因位格相依。
奧氏在討論天主聖三身分時強調天主聖三身分確實有別。聖子雖是在人間出生、道成肉身、受難、復活，但聖父仍一起參與，不同之處是只有子被彰顯出來。祂們的行事顯出他們的身分。後來西方神學家稱此為「各司其職」。奧氏在討論天主聖三位格時強調：天主聖三的位格在神格裡關係密切。祂們本體相同，但因子從父生，所以子稱為子，父稱為父；聖神又從父子而出，是父子的共同恩賜及溝通，因此有稱謂的區別。奧氏解釋天主聖三的合一建立在其彼此真實存活的關係。
奧氏說：聖父、聖子、聖神是完全處於平等地位。在三位一體中沒有先後及高低的分別。聖子也完全是天主，祂不同的特性是永遠為聖父所生。
奧氏在討論聖神的位格時，肯定聖神也完全是天主，祂的特性是從父子而出（拉丁文filioque），是父子的「互愛」，是結合祂們的同質繫帶。因此他稱聖神為「聖父與聖子兩位的靈」。但不同的是，子由父而生，聖神由父而出。父促成聖神的發出是因為生了子，並且使子成為聖神發出的源頭，此著名的從父、子而出的教義廣被西方教會接受，卻被東方教會拒絕。其原因不完全是思想不同，乃是教權及尊重的問題。
奧氏從他的人格形上學發展出三個階段的人類比三一的組合：
1.〈心靈，心靈對自己的知識， 心靈對自己的愛〉
2.〈心靈已存的的知識記憶，心靈對自己的悟性瞭解，自知所產生的意志行動〉
3.〈心靈記憶，認識，愛神本身〉。這三組類比都是從一〈一個生命、一個心靈及一個本質〉出發的三個真實因素，且彼此相連。奧氏自己最滿意的則是第三組類比。
奧氏以人的靈魂結構來類比天主的三位一體；目的不在證明天主是三位一體，乃在幫助人瞭解天主是絕對的一又真正的三。他的論據在於我們人是按著天主的形象及樣式造的，經文中的天主以複數「我們」來稱呼自己；奧氏直言此複數型即三位的意思。因此，奧氏認為從人身上可以看到類似天主三位一體之處。他從人的外在感官來類比三位一體，即人認知的過程是由三成分緊密結合而成：〈外在目標，理智對目標的感受，意志或以理智的行動〉。到人的「內在心理」來類比三位一體，即〈記憶的印象，內心回應印象，意志或定力〉。奧氏也曾以愛的觀念來解釋三位一體，即「愛者本體」「愛的對象」及連結這兩者中的愛。
奧氏论证说，灵魂即天主意志在人身上的体现，是高贵的。但身体（感官的贪婪）却是邪恶的和受诅咒的。这种诅咒是为了惩罚亚当屈从诱惑的原罪。所以为了把灵魂从诅咒中解放，就只有抵抗邪恶的诱惑。因此，要有美德就要控制身体。但天主任意的把世界分为道德的存在和不道德的存在。也就是说，天主任意决定了有的人能抵受诱惑，而有的人却不行。这就意味着，除非一个人能用灵魂（记忆、理智、意志）控制自己的身体（感官上的贪婪），否则他就会受到天主的诅咒。但那些不能控制身体（感官上的贪婪）的人，却是天主已经预先决定了的。这种激烈的原罪说，成为后世欧洲某些激烈教派的参照。奥古斯丁同样提出，灵魂虽然无时不支配着身体，但有时会意识不到身体的行为。也就是提出有无意识的行为。

### 罪論
奧古斯丁的原罪及恩典觀，有受到早年宗教經驗及反伯拉糾主義影響。但主要的概念仍來自他對《與羅馬人書》的研究。他認為即使人未曾墮落，人未來的命運仍得完全依靠神的決定。
奧古斯丁反對摩尼教在罪方面的解釋，而強調罪的自發性。他相信人的罪行使人遠離天主，而導致惡。人因著犯罪就不能再行天主所愛的真善，也不能瞭解他生命的意義。奧古斯丁認為惡是一種缺乏善的表現，不是惡加諸於人。他發現罪主要的根源是用「對自己的愛」取代了「對天主的愛」。
人類的失敗大致是過分的慾念、無節制的尋樂及不聖潔的心思意念這幾類型。奧古斯丁認為人類的被造原是不朽的，若是堅定在聖潔中，就能從不能犯罪與不能死的狀態中進到不可能犯罪及不可能死的境況中；但是若犯罪了，就進入了不可能不犯罪及不可能不死的境況中。
奧古斯丁認為，亞當起初的受造是絕對的完美，不論在靈魂或各方面。亞當原處於良善、稱義、光照、至福的境界。他只要繼續食用生命樹的果子就能得到永生。他擁有不犯罪的自由及能力。天主使他的意志傾向德行，肉慾聽從其意志，意志順服神。亞當被天主的恩典所包圍，還擁有特別的保守恩賜，也就是保守其意志的正確性。
奧古斯丁認為，亞當最後的墮落是自取的。而唯一可能造成亞當失誤的原因是「受造性」，因為這表示他的本性有可能改變而轉離良善；他是有可能作出錯誤的選擇。而造成這當中潛在的因素可能是「驕傲」，就是他想脫離他本來的主人－神。亞當的自作主張可能來自於他妄想自己取代神。
奧古斯丁對原罪的根據除了創世記外，還有詩篇51篇、約伯記、弗2:3；他最喜歡用的則是羅5:12及約3:3-5。
亞當因與後裔在機體上聯合，所以他墮落的本性就傳遞給他的後裔。全人類都是由亞當一人所生下來，因此也都承接墮落的本性。奧氏認為人類的人性不是個別被造，只有機體（肉身）方面是被造的。我們都從亞當承接人性，而人性的傳遞是藉由性（奧氏認為其中也有不好的慾念），因此世人都從罪中所生，這也就是奧古斯丁所謂原罪的由來。奧氏也從這觀點，發展出他嬰兒洗禮的教義，只有藉著洗禮，才能除去人的原罪；但無法除掉「原罪性」。人就是因著「原罪性」，所以無法行完全的善。罪人若要行天主眼中看為正的事，必須從愛天主的動機出發才有可能達成。

### 救恩論
奧古斯丁相信只有天主能恢復罪人自由意志的自由，就是更新及重生；而這正是神恩惠的工作。惟有人的意志得到釋放，人才會渴望與神結合。
所謂神「不可抗拒的恩惠」（irresistible），並非是勉強人的意志去行善（包含不犯罪）；乃是改變人的意志，甘願選擇善，並且去行善。在奧氏的認知中，天主確實會操縱人的自由意志。當人願意將生命主權放在天主的手中，甘願被天主操縱時，人自由選擇的意志就轉變為道德和聖潔。因此，天主的恩惠成為人裡面眾善的根源。這「不可抗拒的恩惠」又稱為「至終堅忍的恩賜」（perseverance），奧氏強調這恩賜只給神所揀選的人。從這也發展出奧氏的「預定論」。奧古斯丁常以「羅9：21」來論證他的「揀選論」及「預定論」。
奧古斯丁定義「重生」（內心性情完全恢復）必須完全靠賴天主的恩典（聖神的運行）。
奧氏把神恩的工作，區分為幾個階段：「預先的恩典」、「運行的恩典」和「合作的恩典」。
「預先的恩典」是指聖神用律法使人產生罪惡的意識（罪惡感）。「運行的恩典」是指聖神以福音使人相信基督，並完成贖罪與和好的工作。「合作的恩典」是指聖神使人願意與天主合作，一起完成終生成聖的工作。天主恩典的工作，是使人完全恢復天主的形象，並在屬靈上成為聖徒。
奧古斯丁斷言，人的得救是由於恩典和信心。而信心也是天主恩典的工作；人是否願意接受相信，完全在乎神全能的旨意。意思是說：有些人被天主有效揀選蒙恩，另有些人則被天主放棄。

### 教會與聖禮觀
奧古斯丁在五世紀左右，曾與多納徒派爭執：教會是否能接納曾「以經換命」的背道者？而主教的品格是否影響聖禮的功效？。
第一個問題，戴克理先在位時迫害基督教，並逼迫基督徒交出聖經，否則處死。所以有些主教為了拯救自己及教友的命，交了聖經，被稱為「以經換命」。
奧古斯丁的觀點是，教會需要有合一、聖潔、普世性與使徒性。按照馬太福音十三章耶穌的教導，他認為，教會是「麥子和稗子的混合團體」。看得見的這些敗壞之子是在教會的建築物中，但他們卻不是天主的家；真正天主的家，是那看不見，在創世以前就預定得救的聖徒所組成。依此看來，他認為多納徒派觀點的教會過於理想，不存在世界上。
此外，奧古斯丁認為教會之所以是基督的身體，並非沒有瑕疵，而是因聖神合一的愛充滿在教會當中；而他認為聖神只住在普世（大公）、使徒建立的教會中。「任何人不在（大公）教會之內，就不能領受聖神。」儘管奧古斯丁並不是很強調主教的權力，但他卻主張基督徒的信仰與順服大公教會的權柄與關係有關。
在教會的合一與大公的論述上，奧古斯丁有明顯的矛盾，這樣的矛盾也讓新教的教會觀傾向於合一的聖徒相通；天主教則以大公教會的權柄，倡導主教體制。
關於聖禮，奧古斯丁的看法是，聖禮的功效在於設立聖禮的那一位，而非執行聖禮的人是否聖潔；因此，神職人員的不潔，並不影響聖禮的功效。因此，曾「以經換命」的主教，不需要重新受洗，而這些主教所執行的聖禮仍然有效。但若這些主教仍堅持停留在「褻瀆天主的分離」中，雖所執行的聖禮仍有功效，但這些主教並不能得救。。
然而這樣對聖禮的觀點，換句話說，「聖禮的權威與效用在於職位與禮儀本身，而與誰負責執行此職位與禮儀無關」，因此有人認為奧古斯丁的聖禮觀，在基督教成為羅馬國教後，在政教合一的體制下，顯得是符合需求－或許這正是奧氏思想在中世紀備受尊崇的原因之一。

### 奧古斯丁與新柏拉圖主義
奧古斯丁在歸信基督之前可能就已經閱讀了新柏拉圖主義的大師——普羅提諾的著作，這些著作是由维克托里努斯翻成拉丁文的。新柏拉圖主義認為惡為善的虧缺而非某種正面的實有。這一點有助於奧古斯丁脫離摩尼教的善惡二元論，進而使他能看出基督教對於善惡來源的教義是合理的。因此新柏拉圖主義對他的歸信基督是有幫助的。後來他聽說维克托里努斯這位新柏拉圖主義的學者也歸信基督了，當他得到這個消息，便欲效法。
奧古斯丁的思想在許多方面是有著很明顯的新柏拉圖主義的色彩。他看重永恆而形上的事物，輕視感官可及的事物；看重理論性的冥思，輕視實用的知識為此生的必須和無奈；堅持要藉著從感官的奴役的解放以達於靈魂的淨化。

## 著作

### 著作版本
奧古斯丁著作最重要的版本是：
- Corpus Scriptorum Ecclesiasticorum Latinorum版本，簡稱CSEL[20]
- Corpus Christianorum Series Latina版本，簡稱CCL[21]

此外還有部分著作尚未在以上兩種系列裏發表，則須參考：
- Patrologia Latina版本，簡稱PL

學術性的譯本有：
- 法語：Bibliothèque Augustinienne，簡稱BA，有拉丁文、法文參照，同時有詳盡註釋
- 德語：Augustinus: Opera—Werke，簡稱AOW，有拉丁文、德文參照，同時有詳盡註釋
- 義大利語：Nuova Biblioteca Agostiniana，簡稱NBA，有拉丁文、德文參照，同時有詳盡註釋

以上三種譯本裏，義大利文的NBA已於2010年出版完畢，其餘兩種尚未完成。

### 主要著作
- 《论自由意志》（391–395）
- 《忏悔录》（394–400）這是一本以禱告自傳手法所寫的悔改故事，當中描寫早期奧古斯丁歸信時的內心掙扎及轉變經歷。
- 《三位一體論（英语：On the Trinity）》（399–412；或譯「論天主聖三」）主要是介紹心理學模式的三位一體，把天主的統一與人的統一作對比，以及天主的三位格與人的三方面作比較。[22]
- 《上帝之城》（412–427）主要論述神聖的照管及人類的歷史。提醒天主的國度是屬靈及永垂不朽的，而並非是這世界任一國家能取代的。

### 已翻译成中文的著作
- 《忏悔录》
- 《論原罪與恩典──駁佩拉糾派》
- 《上帝之城》，或譯作《天主之城》
- 《三位一體論（英语：On the Trinity）》
- 《论自由意志》
- 《论四福音的和谐》
- 《论信望爱》
- 《道德论集》

### 引用
1. ↑  華爾克，《基督教會史（十版）》，謝受靈、趙毅之譯（香港：基督教文藝出版社，2005），281
2. ↑  奧古斯丁，《愛的頌歌－奧古斯丁懺悔錄》，林牧野、湯新楣譯（香港：海天書樓，2004），13-20。
3. ↑  《懺悔錄》，徐玉芹譯，（台北：志文,2000），頁1誤植為烏拉市
4. ↑  沈介山，《今日教會的淵源》，（台北：橄欖基金會，1984），333。
5. ↑  奧古斯丁，《忏悔录 (圣奥古斯丁)|奧古斯丁懺悔錄》，徐玉芹譯（台北：志文出版社，1985），1-3。
6. ↑  比爾‧奧斯丁（Bill R. Austin），《基督教發展史》，馬傑偉、許建人譯（香港：種籽出版社，1991），107-112。
7. ↑  Peter Brown, Augustine of Hippo (London: Faber and Faber, 1967), 28-29
8. ↑  Peter Brown, 30
9. ↑  布恒瑞（Harry R. Boer），《初早期基督教會簡史》，郭鳳卓譯（台北：真道之聲出版社，1985），239。
10. ↑  凱利（J.N.D. Kelly），《早期基督教教義》，康來昌譯（台北：中華福音神學院，1980），184-9。
11. ↑  伯克富（Louis Berkhof），《基督教教義史》，趙中輝譯（台北：基督教改革宗翻譯社，1984），105-6。
12. ↑  麥葛福（Alister E. McGrath），《基督教神學原典菁華》，楊長慧譯（台北：校園書房出版社，1998），281。
13. ↑  同上，284。
14. ↑  同上，283。
15. ↑  同上，279。
16. ↑  伯克富（Louis Berkhof），《基督教教義史》，趙中輝譯（台北：基督教改革宗翻譯社，1984），107。
17. ↑  谷勒本（Lars P. Qualben），《教會歷史》，李少蘭譯（香港：道聲出版社，2000），161。
18. ↑  克勞治（E. H. Klotsche），《基督教教義史》，胡加恩譯（台北：華神出版社，2002），146-149。
19. ↑  梁家麟，《基督教教會史略──改變教會的十人十事》，（香港：更新資源，1999），121。
20. ↑   https://csel.at/en/.   [2023-05-21]. （原始内容存档于2023-06-06）. 缺少或|title=为空 (帮助)
21. ↑   https://www.corpuschristianorum.org/.   [2023-05-21]. （原始内容存档于2021-01-18）. 缺少或|title=为空 (帮助)
22. ↑  奧爾森（Roger E. Olson），《神學的故事》，吳瑞誠、徐成德譯（台北：校園出版社，2002），325。

## 扩展阅读
- . New York: Newman Press. 1978.
- Augustine, Saint. Vernon Joseph Bourke , 编.  2nd. Indianapolis: Hackett. 1974.
- Ayres, Lewis. . Cambridge: Cambridge University Press. 2010. ISBN 978-0-521-83886-3.
- Bourke, Vernon Joseph. . Milwaukee: Bruce. 1945.
- Bourke, Vernon Joseph. . Houston: Center for Thomistic Studies. 1984.
- Brachtendorf J. . Revue des Études Augustiniennes: 289–308. hdl:2042/23075.
- Brown, Peter. . Berkeley: University of California Press. 1967. ISBN 0-520-00186-9.
- Burke, Cormac. . Communio. 1990, IV (17): 545–565  [2014-05-27]. （原始内容存档于2021-02-08）.
- Burnaby, John. . The Canterbury Press Norwich. 1938. ISBN 1-85311-022-1.
- Clark, Mary T. . Geoffrey Chapman. 1994. ISBN 978-0-225-66681-6.
- Deane, Herbert A. . New York: Columbia University Press. 1963.
- de Paulo, Craig J. N. . Peter Lang. 2011. ISBN 978-1-4331-1232-4.
- Doull, James A. . Dionysius. 1979, III: 111–159.
- Doull, James A. . Dionysius. 1988, XII: 61–67.
- Fitzgerald, Allan D., O.S.A., General Editor. . Grand Rapids: William B. Eerdmans Publishing Co. 1999. ISBN 0-8028-3843-X.
- Gilson, Etienne. . L. E. M. Lynch, trans. New York: Random House. 1960.
- Green, Bradley G. Colin Gunton and the Failure of Augustine: The Theology of Colin Gunton in the Light of Augustine （页面存档备份，存于）, James Clarke and Co. (2012), ISBN 978-0-227-68005-6
- Hollingworth, Miles. . Bloomsbury. 2009. * Received a Jerwood Award.
- Lawless, George P. . Oxford: Clarendon Press. 1987.
- LeMoine, Fannie; Kleinhenz, Christopher (编). . Garland Medieval Casebooks 9. New York: Garland. 1994.
- Lubin, Augustino. . Paris. 1659. （原始内容存档于2005-03-21）.
- Mackey, Louis. . Totonto: PIMS. 2011. ISBN 978-0-88844-421-9.
- Markus, R. A. (编). . Garden City, NY: Anchor. 1972.
- Matthews, Gareth B. . Blackwell. 2005. ISBN 0-631-23348-2.
- Mayer, Cornelius P. (编). . Basel: Schwabe AG.
- Miles, Margaret R. Augustine and the Fundamentalist's Daughter （页面存档备份，存于）, The Lutterworth Press (2012), ISBN 978-0-7188-9262-3
- Nash, Ronald H. . Lexington: University Press of Kentucky. 1969.
- Nelson, John Charles. . Wiener, Philip  (编).  3. New York: Scribner. 1973: 510–15 (vol. 3)  [2021-09-26]. ISBN 0-684-13293-1. （原始内容存档于2020-08-24）. (...) Saint Augustine asserted that Neo-Platonism possessed all spiritual truths except that of the Incarnation. (...)
- O'Daly, Gerard. . Berkeley: University of California Press. 1987.
- O'Donnell, James. . New York: ECCO. 2005. ISBN 0-06-053537-7.
- Pagels, Elaine. . Vintage Books. 1989. ISBN 0-679-72232-7.
- Park, Jae-Eun, , The Reformed Theological Review, 2013, 72 (2): 103–21  [2014-05-27], （原始内容存档于2021-11-17）.
- Plumer, Eric Antone,. . Oxford University Press. 2003. ISBN 0-19-924439-1.
- Pollman, Karla. . Göttingen: Edition Ruprecht. 2007. ISBN 3-89744-209-4.
- Pottier, René. . Fernand Lanore. 2006. ISBN 2-85157-282-2 （法语）.
- Règle de St. Augustin pour les religieuses de son ordre; et Constitutions de la Congrégation des Religieuses du Verbe-Incarné et du Saint-Sacrament (Lyon: Chez Pierre Guillimin, 1662), pp. 28–29. Cf. later edition published at Lyon (Chez Briday, Libraire,1962), pp. 22–24. English edition, (New York: Schwartz, Kirwin, and Fauss, 1893), pp. 33–35.
- Starnes, Colin. . Waterloo, Ontario: Wilfred Laurier University Press. 1990.
- Tanquerey, Adolphe. . Rockford, IL: Tan Books & Publishers. 2001: 37). ISBN 0-89555-659-6.
- Trapè, A. . Collana di Studi Agostiniani 4. I – Natura e Grazia. Rome: Città Nuova. 1990: 422. ISBN 88-311-3402-7.
- von Heyking, John. . Columbia: University of Missouri Press. 2001. ISBN 0-8262-1349-9.
- Woo, B. Hoon. . Journal of Christian Philosophy. 2013, 17: 97–117  [2014-05-27]. （原始内容存档于2020-06-06）.
- Zumkeller O.S.A., Adolar. . New York: Fordham University Press. 1986. ISBN 0-8232-1105-3.
- Zumkeller O.S.A., Adolar. . Villanova: Augustinian Press. 1987. ISBN 0-941491-06-4.